# 氰化氢
氰化氫，又稱氫氰酸，化学式HCN，相当擬鹵素氰的擬鹵化氫。标准状态下为液體，剧毒且致命，無色而苦，並有淡淡的杏仁氣味（杏桃的果核中含有苦杏仁苷，溶于水會釋放出氰化氫），能否嗅出視乎個人基因。氰化氫是一种弱酸，沸點26℃（79°F）。氰化氫是一個線性分子，碳和氮之間具有三鍵。

## 历史

红色的铁氰酸根离子，是普鲁士蓝的一部分。

氢氰酸首次在一种1706年已知的蓝色染料（普鲁士蓝）中提取，不过普鲁士蓝的结构在当时仍然未知。它现在的结构是已知的，为水合铁氰化铁的配位聚合物。1752年，法国化学家 Pierre Macquer 展示出普鲁士蓝可以分解成一种氧化铁和一种挥发性物质，后两者还可以重新反应生成普鲁士蓝。这种新的挥发性物质就是现在的氢氰酸。根据 Macquer的领导，卡尔·威廉·舍勒于 1782成功从普鲁士蓝中分离出氢氰酸，并命名为Blausäure （德文，意为蓝酸），因为它的水溶液是酸性的，并且来自于普鲁士蓝。
1787年，法国化学家克劳德·贝托莱展示出了氢氰酸不含氧，是研究酸理论中重大贡献之一，推翻了酸必要有氧原子的理论。1811年，约瑟夫·路易·盖-吕萨克制备了纯的液态氰化氢。1815年，他也说明了氢氰酸的化学式。氢氰酸的共轭碱，氰离子（英語：cyanide）的名称由cyan衍生而来。

## 制取
氰化氢的实验室制法是通过氰化物与酸反应制备，如：
{\displaystyle {\rm {H^{+}+CN^{-}\longrightarrow HCN}}}
最重要的工业制取氰化氢的方法要数Andrussow氧化反应，它是通过甲烷、氨气以及氧气在约1200°C经由铂催化得到氰化氢：
{\displaystyle {\rm {2CH_{4}+2NH_{3}+3O_{2}{\xrightarrow {Pt}}2HCN+6H_{2}O}}}
其中反应所需能量由甲烷和氨气的部分氧化提供。
这个反应是由德国化学家Leonid Andrussow首先在1927年于法本公司发现的。
或者由石墨與氨氣加强热生成氣體，冷凝後得液體氰化氫。
{\displaystyle {\rm {NH_{3}+C\triangleq HCN+H_{2}}}}
也可以用甲酸铵进行脱水（可以用五氧化二磷）来制取，这是一种比较快捷，原料易得的方法，适合在暂时无氰化物的时候制取少量氰化氢。

## 应用
HCN 是氰化钠和氰化钾的前体，后两者可用于开采金和银，来获得这些金属。经过氰醇中间体，一系列由 HCN 制成的有用有机化合物包括甲基丙烯酸甲酯单体、经过斯特雷克氨基酸合成反应制成的甲硫氨酸、嵌合剂EDTA和NTA。 经过氢氰化反应，HCN 可以加合到丁二烯，形成己二腈，一种合成尼龙-6,6的前体。

## 化學性质
分子可溶於水中形成氫氰酸。可與卤代烃進行親核取代反應（SN），及與羰基化合物進行親核加成反應生成α-羟基腈。由於可以使化合物增加一個碳原子，故是重要的有机合成试剂和化工步驟，实际上常用CN−作亲核试剂。

## 存在
HCN 可以从一些水果里获得，像是樱桃、杏组、苹果和苦杏仁，杏仁油和调味品就是从中提取的。 它们有少量的羟腈，像是扁桃腈和扁桃苷，会缓慢释放氢氰酸。100克的碎苹果种子可以得到 70 mg 的 HCN。一些千足虫也会释放氢氰酸来防御，一些昆虫也是如此，例如斑蛾科。另外群居性的蝗蟲也會產生氫氰酸來阻止天敵圍剿。氢氰酸是交通工具产生的一种废气，也可以由含氮塑料燃烧而成。木薯根甚至有每公斤 1 克的 HCN。

### 土卫六的HCN

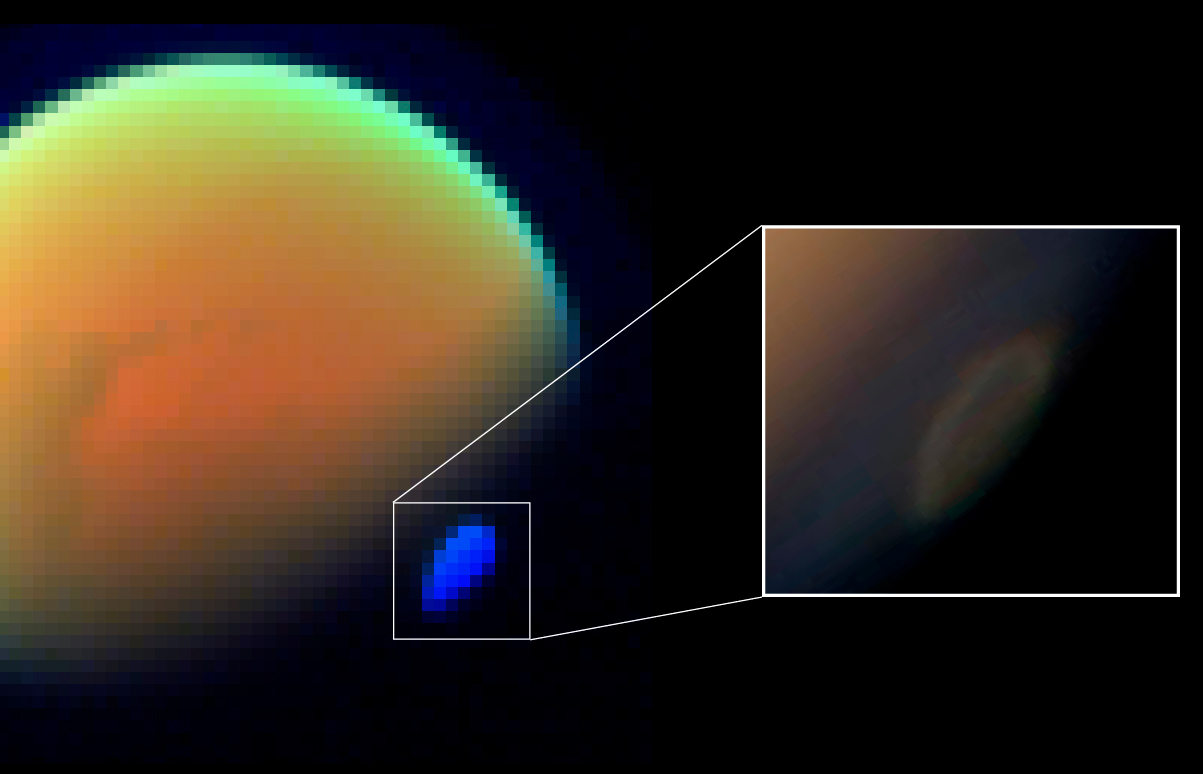
土卫六的南极漩涡是HCN组成的一个巨大的漩涡云（2012年11月29日拍摄）。

卡西尼-惠更斯号太空探测器上的四台仪器、旅行者1号上的一台仪器和地球上的一台仪器在土卫六大气中测量到了氢氰酸。还有一个是原位测量，其中卡西尼号在土卫六表面上方 1,000至1,100 km（620至680 mi） 处收集大气气体进行质谱分析。 HCN最初是通过光化学产生的甲烷和氮自由基的反应经过 H2CN 自由基在土卫六的大气中形成的：
CH3 + N → H2CN + H → HCN + H2
紫外线会把 HCN 分解成 CN + H。不过， CN 会通过 CN + CH4 → HCN + CH3反应重新变成氢氰酸。

### 早期地球的HCN
据推测，木星和土星相互作用产生的一系列小行星（称为后期重轰炸期）的碳炸毁了年轻地球的表面，并与地球大气中的氮气反应， 形成氢氰酸。

### 哺乳动物里的 HCN
一些作者表示脑神经可以在阿片类药物受体通过内源性或外源性阿片类药物的激发下产生氢氰酸。他们还表明，HCN的神经元产生会激活N-甲基-D-天门冬胺酸受体，并在神经元细胞之间的信号转导中发挥作用。 此外，由于大量的阿片类药物的镇痛作用被HCN清除剂减弱，因此在阿片类药物的镇压下似乎需要增加内源性神经元HCN的产生。他们认为内源性HCN是神经调节剂。 
还已经表明，尽管在培养的嗜胆碱细胞中刺激蕈毒碱型乙酰胆碱受体，增加了HCN的产生，但是在活生物体中，蕈毒碱型乙酰胆碱受体的刺激实际上降低了HCN的产生。 
白血球在吞噬作用中产生HCN，并可以通过产生几种不同的有毒化学物质杀死细菌，真菌和其他病原体，其中一种是氢氰酸。 
已显示，由硝普钠引起的血管舒张不仅通过NO的产生来介导，而且还通过内源性氰化物的产生来介导，与硝化甘油和其他非氰类的硝酸盐相比，不仅增加了毒性，而且还增加了血液中的氰化物濃度。 
HCN 是烟气的一种成分。

### HCN 和生命起源
氢氰酸作为核酸和氨基酸的前体被讨论，也可能是生命起源的一部分。尽管这些化学反应与生命理论起源的关系仍然是推测性的，但该领域的研究已经发现了从HCN的聚合中获得有机化合物的新途径，例如腺嘌呤可以由氢氰酸五聚而成。 

## 危害
健康危害：抑制細胞色素氧化酶，造成細胞內窒息。可致眼、皮膚灼傷，吸收引起中毒。
急性中毒：
- 短時間內吸入高濃度氰化氫氣體，可立即呼吸停止而死亡。
- 非驟死者臨床分為4期：

1. 前驅期有粘膜刺激、呼吸加快加深、乏力、頭痛；口服有舌尖、口腔發麻等。
2. 呼吸困難期有呼吸困難、血壓升高、皮膚粘膜呈鮮紅色等。
3. 驚厥期出現抽搐、昏迷、呼吸衰竭。
4. 麻痹期全身肌肉鬆弛，呼吸心跳停止而死亡。

慢性影響：神經衰弱綜合症、皮炎。

## 作为一种毒素和化学武器
在第一次世界大战中，法国从1916年开始使用氢氰酸作为化学武器对付同盟国，美国和意大利在1918年也将氢氰酸用作对付同盟国的化学武器，但由于密度的原因，氢氰酸并不有效。氰化氢气体比空气轻，会直接飘散，这和比空气重的光气和氯气形成对比，它们会停留在地面，沉入堑壕。这可以使它们的浓度增加，直至致死浓度。这些缺点使得氰化氢根本不能用于战场。当氢氰酸在空气的浓度为 100–200 ppm 时，可以在 10 到 60 分钟杀死人。当氢氰酸的浓度达到 2000 ppm (大概 2380 mg/m3) ，它可以在一分钟杀死人。这是由于氰根离子造成的，它通过作为线粒体中的细胞色素c氧化酶的非竞争性抑制剂来阻止细胞呼吸。因此，氢氰酸被归类为化学武器的血液抑制剂。它属于禁止化学武器公约的第三类物质，它有合法的大规模民用，年产30吨氢氰酸以上的工厂必须登记，且允许检查。
氢氰酸可用作杀虫剂。 其中最著名的是 (德文: Cyclone B，其中B 代表  – 普鲁士酸，也可以用来消除和后来称为的 Zyklon A 的东西的歧义)。在第二次世界大战期间，纳粹德国灭绝营使用了它来杀死群众，作为其最终解决方案种族灭绝计划的一部分。 难民营中也使用氢氰酸消灭衣服，企图消灭虱子和其他寄生虫携带的疾病。 最初的捷克生产商之一继续以商标 Uragan D2 生产Zyklon B，直到今天。氢氰酸还是美国某些州执行死刑中使用的试剂，在执行过程中，氢氰酸是通过硫酸和氰化钠或氰化钾反应而产生的。
从18世纪中叶开始，它被用于一些谋杀和自杀。 
氰化氢气体在 5.6%的浓度以上时会爆炸。这个值远高于致死量。

## 參閱
- 齊克隆B
- 化学武器
- 拟卤素
- 卤化氢
- 氟化氢、氯化氢、溴化氢、碘化氢、砹化氫、疊氮酸
- 氢化物